# Olympische Sommerspiele 1952/Leichtathletik – Hochsprung (Frauen)

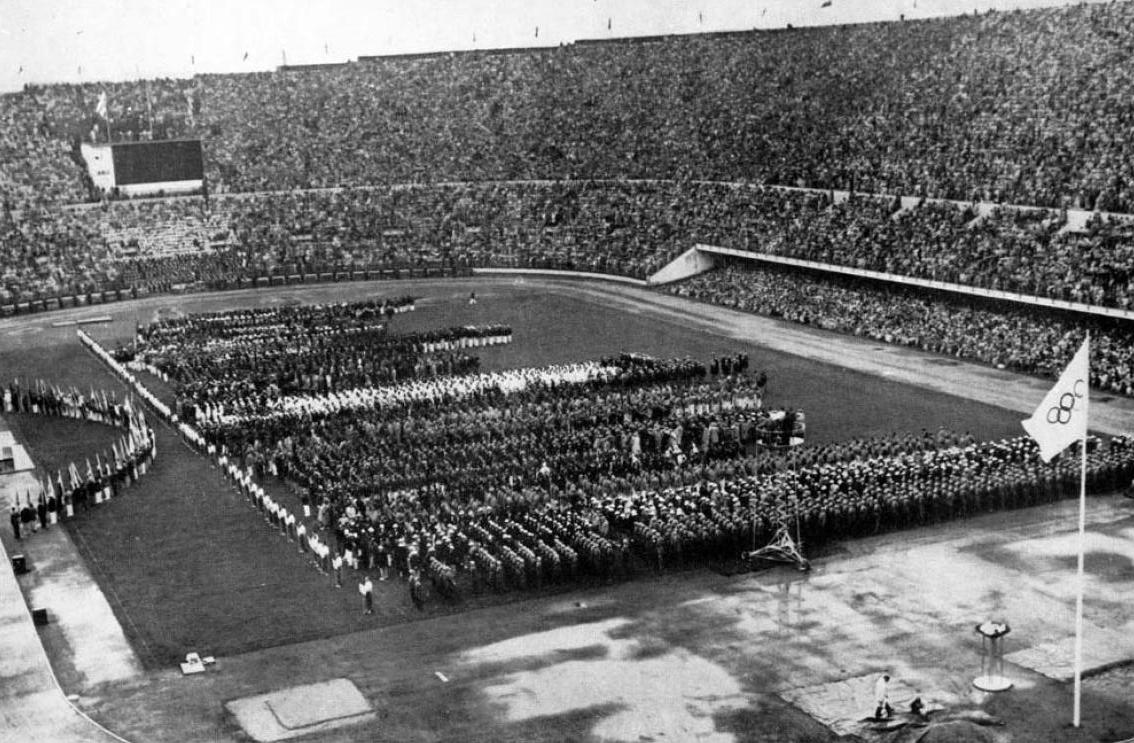
Eröffnungsfeier bei den Olympischen Spielen in Helsinki

Der Hochsprung der Frauen bei den Olympischen Spielen 1952 in Helsinki wurde am 27. Juli 1952 ausgetragen. Siebzehn Athletinnen nahmen teil.
Olympiasiegerin wurde die Südafrikanerin Esther Brand. Sie gewann vor der Britin Sheila Lerwill und Alexandra Tschudina aus der Sowjetunion.

## Bestehende Rekorde
| Weltrekord         | 1,72 m | Sheila Lerwill ( Großbritannien) | London, Großbritannien    | 7. Juli 1951   |
| Olympischer Rekord | 1,68 m | Alice Coachman ( USA)            | OS London, Großbritannien | 7. August 1932 |
| Olympischer Rekord | 1,68 m | Dorothy Tyler ( Großbritannien)  | OS London, Großbritannien | 7. August 1932 |

Der bestehende olympische Rekord wurde bei diesen Spielen nicht erreicht. Olympiasiegerin Esther Brand verfehlte ihn allerdings um lediglich einen Zentimeter. Zum Weltrekord fehlten ihr fünf Zentimeter.

## Durchführung des Wettbewerbs
Alle siebzehn Teilnehmerinnen traten am 27. Juli um 15:20 Uhr zum Wettkampf an. Auf eine Qualifikationsrunde wurde verzichtet.

## Wettbewerbsverlauf
Datum: 27. Juli 1952, 15:20 Uhr
Als Favoritin galt die amtierende Europameisterin und Weltrekordhalterin Sheila Lerwill. Zu ihren stärksten Konkurrentinnen zählten die Südafrikanerin Esther Brand und die Sowjetrussin Alexandra Tschudina.
Diese drei machten dann auch die Medaillen unter sich aus. Sie waren die einzigen, die die Höhe von 1,61 m übersprangen. Tschudina ging bei 1,63 m in Führung, sie meisterte die Höhe im ersten Versuch, Brand im zweiten und Lerwill im dritten. Bei 1,65 m scheiterte Tschudina jedoch und blieb damit auf dem Bronzerang. Durch ihren erfolgreichen Sprung über diese Höhe im zweiten Versuch übernahm nun Brand die Führung, Lerwill blieb jedoch im Rennen und folgte im dritten Versuch. Brand übersprang die nächste Höhe von 1,67 m im dritten Versuch, Lerwill riss die Latte dreimal und gewann so die Silbermedaille. Brand ließ 1,69 m m auflegen, scheiterte aber an dieser Höhe. Sie wurde Olympiasiegerin mit übersprungenen 1,67 m.
Esther Brand gewann die erste Goldmedaille in der Leichtathletik überhaupt für Südafrika. Gleichzeitig war es die erste Goldmedaille einer südafrikanischen Frau.
Alexandra Tschudina gelang der erste Medaillengewinn für die Sowjetunion im Hochsprung der Frauen.

## Legende
Kurze Übersicht zur Bedeutung der Symbolik – so üblicherweise auch in sonstigen Veröffentlichungen verwendet:
| – | verzichtet   |
| o | übersprungen |
| x | ungültig     |

## Endergebnis
| Platz | Name                | Nation                | 1,35 m | 1,40 m | 1,45 m | 1,50 m | 1,55 m | 1,58 m | 1,61 m | 1,63 m | 1,65 m | 1,67 m | 1,69 m | Resultat |
| ----- | ------------------- | --------------------- | ------ | ------ | ------ | ------ | ------ | ------ | ------ | ------ | ------ | ------ | ------ | -------- |
| 1     | Esther Brand        | Südafrikanische Union | –      | o      | o      | o      | o      | o      | o      | xo     | xo     | xxo    | xxx    | 1,67 m   |
| 2     | Sheila Lerwill      | Großbritannien        | –      | o      | –      | xo     | o      | o      | o      | xxo    | xxo    | xxx    |        | 1,65 m   |
| 3     | Alexandra Tschudina | Sowjetunion           | –      | –      | o      | o      | o      | o      | xo     | o      | xxx    |        |        | 1,63 m   |
| 4     | Thelma Hopkins      | Großbritannien        | –      | –      | –      | o      | o      | o      | xxx    |        |        |        |        | 1,58 m   |
| 5     | Olga Modrachová     | Tschechoslowakei      | –      | o      | o      | o      | o      | o      | xxx    |        |        |        |        | 1,58 m   |
| 6     | Feodora Schenk      | Österreich            | –      | –      | o      | o      | o      | xo     | xxx    |        |        |        |        | 1,58 m   |
| 7     | Nina Kossowa        | Sowjetunion           | –      | –      | o      | o      | o      | xxo    | xxx    |        |        |        |        | 1,58 m   |
| 7     | Dorothy Tyler       | Großbritannien        | –      | –      | o      | o      | o      | xxo    | xxx    |        |        |        |        | 1,58 m   |
| 9     | Gunhild Larking     | Schweden              | –      | o      | o      | o      | o      | xxx    |        |        |        |        |        | 1,55 m   |
| 10    | Alice Whitty        | Kanada                | o      | o      | o      | o      | xo     | xxx    |        |        |        |        |        | 1,55 m   |
| 11    | Galina Ganeker      | Sowjetunion           | –      | –      | o      | xo     | xo     | xxx    |        |        |        |        |        | 1,55 m   |
| 12    | Deyse de Castro     | Brasilien             | –      | –      | –      | o      | xxx    |        |        |        |        |        |        | 1,50 m   |
| 13    | Dawn Josephs        | Kanada                | o      | o      | o      | o      | xxx    |        |        |        |        |        |        | 1,50 m   |
| 14    | Solveig Ericsson    | Schweden              | –      | o      | xo     | o      | xxx    |        |        |        |        |        |        | 1,50 m   |
| 15    | Seija Pöntinen      | Finnland              | –      | o      | o      | xxo    | xxx    |        |        |        |        |        |        | 1,50 m   |
| 16    | Sisko Heikkilä      | Finnland              | o      | o      | xxx    |        |        |        |        |        |        |        |        | 1,40 m   |
| 17    | Tamar Metal         | Israel                | o      | xo     | xxx    |        |        |        |        |        |        |        |        | 1,40 m   |
| DNS   | Berta Sablatnig     | Österreich            |        |        |        |        |        |        |        |        |        |        |        |          |
| DNS   | Kathleen Russell    | Jamaika               |        |        |        |        |        |        |        |        |        |        |        |          |

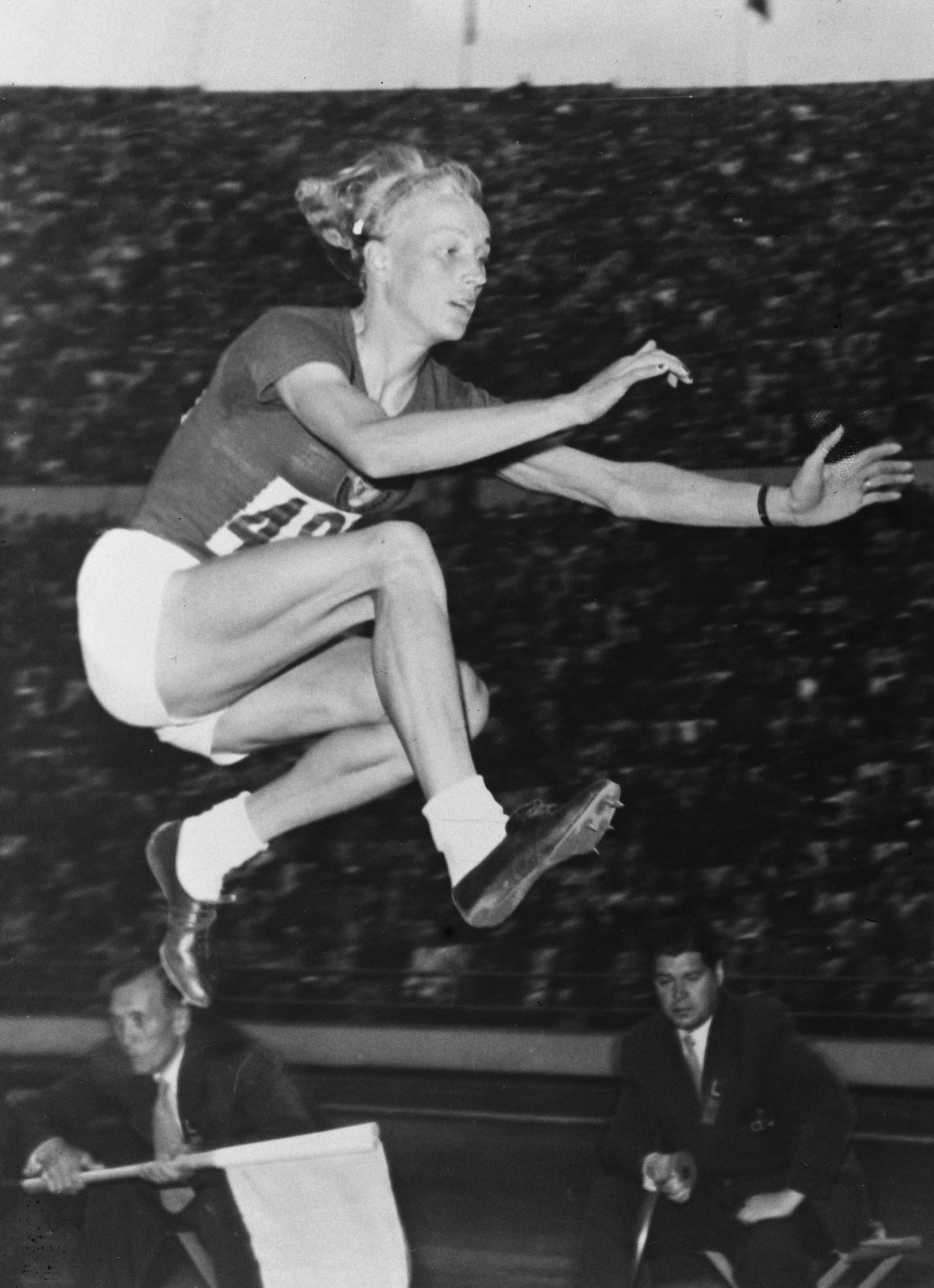
Bronze gewann Alexandra Tschudina aus der Sowjetunion (hier beim Weitsprung)
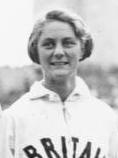
Dorothy Tyler, frühere Dorothy Odam, 1936 und 1948 jeweils Olympiazweite sowie Vizeeuropameisterin von 1950, belegte Rang sieben
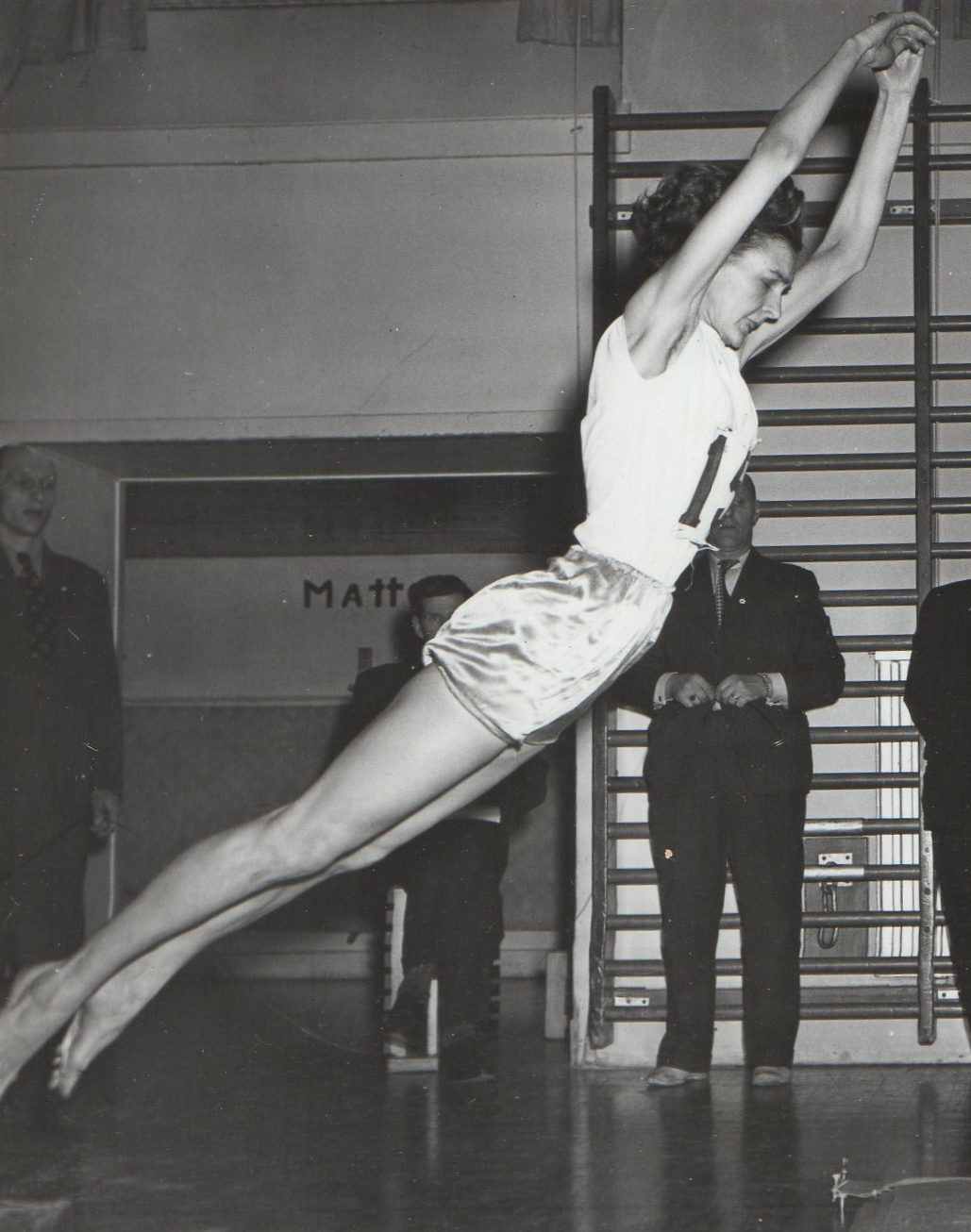
Solveig Ericsson erreichte Platz vierzehn (hier beim Standweitsprung)
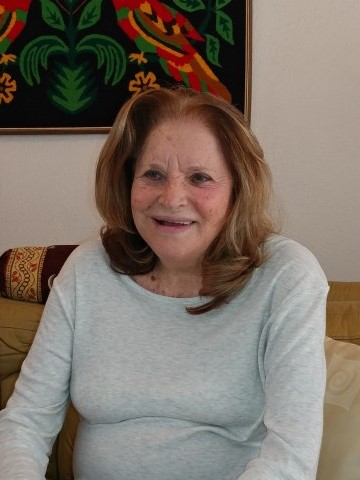
Rang siebzehn für Tamar Metal (hier im Jahr 2017)